# Szeriekino (sielsowiet kudincewski)
Szeriekino (ros. Шерекино) – osiedle przy stacji kolejowej w zachodniej Rosji, w sielsowiecie kudincewskim rejonu lgowskiego w obwodzie kurskim.

## Geografia
Miejscowość położona jest nad Sejmem, 5 km od centrum administracyjnego sielsowietu (Kudincewo), 3,5 km na północ od centrum administracyjnego rejonu (Lgow), 65,5 km na zachód od Kurska, przy stacji kolejowej Szeriekino.
W osiedlu znajdują się ulice Lesnaja i Priwokzalnaja (45 posesji).
Klimat
Miejscowość, jak i cały rejon, znajduje się w strefie klimatu kontynentalnego z łagodnym ciepłym latem i równomiernie rozłożonymi opadami rocznymi (Dfb w klasyfikacji klimatów Köppena).

## Demografia
W 2010 r. osiedle zamieszkiwało 171 osób.